# David Cunliffe-Lister, 2. Earl of Swinton
David Yarburgh Cunliffe-Lister, 2. Earl of Swinton (* 21. März 1937; † 26. März 2006) war ein britischer Politiker, Richter  und Peer.

## Leben und Karriere
Cunliffe-Lister wurde am 21. März 1937 als Sohn von Major John Yarburgh Cunliffe-Lister und Anne Irvine Medlicott geboren. Am 8. Dezember 1959 heiratete er Susan Lilian Primrose. Sie hatten keine leiblichen Kinder, aber einen adoptierten Sohn und eine adoptierte Tochter.
Cunliffe-Lister besuchte das Winchester College und das Royal Agricultural College in Cirencester.   Am 27. Juli 1972 erbte er von seinem Großvater den Titel des Earl of Swinton. Im House of Lords war er regelmäßig an Debatten beteiligt und als Deputy Government Chief Whip (Captain of the Yeomen of the Guard) tätig. Seinen Sitz im Oberhaus hielt er bis zum 11. November 1999, dann wurde er durch den House of Lords Act 1999 ausgeschlossen.
Dem North Riding of Yorkshire Council gehörte er von 1961 bis 1974 an. In der Grafschaft North Yorkshire gehörte er dem Grafschaftsrat, dem County Council, von 1973 bis 1977 an.
Von 1982 bis 1986 war er Direktor der Leeds Permanent Building Society.
Der 2. Earl of Swinton starb am 26. März 2006 im Alter von 69 Jahren.